# تشارلز ترودو
تشارلز ترودو (بالإنجليزية: Charles Trudeau)‏ هو سياسي أمريكي، ولد في ديسمبر 1743، وتوفي في 1816. انتخب عمدة نيو أورلينز ‏.